# Північна полярна шапка (Марс)

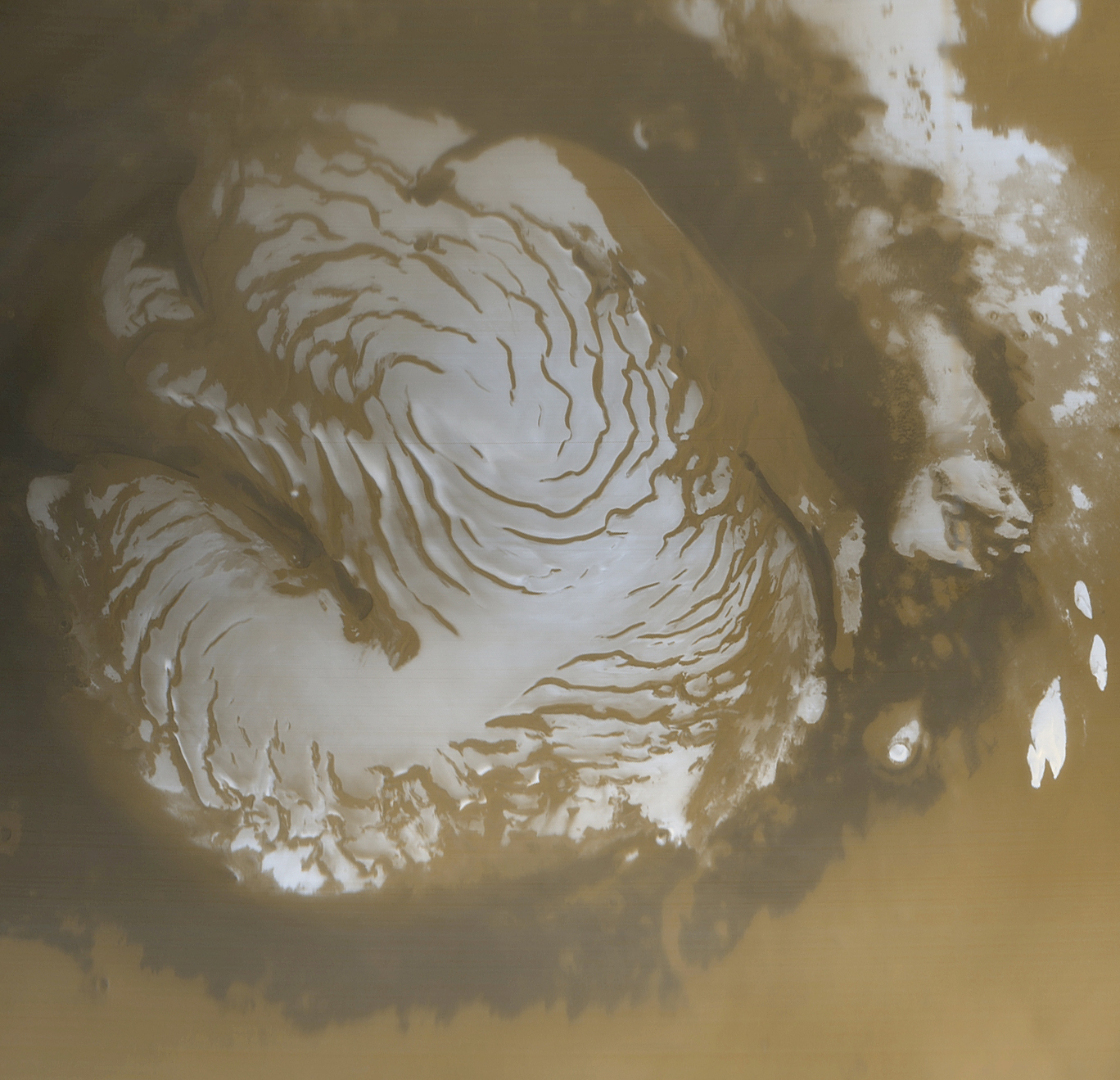
Північна полярна шапка Марса, знімок орбітальної станції Mars Global Surveyor (13 березня 1999 року).

Північна полярна шапка — область, розташована навколо Північного полюса Марса, що характеризується наявністю в ній гігантських кількостей водного льоду та замороженого вуглекислого газу, знаходиться на Північному плато. Схильна до сезонних змін. У розпал весни полярна шапка має поперечник близько 1500 кілометрів.

## Структура
В середині зими полярні шапки займають поверхню до 50° по широті. Залишкові частини шапок сформовані з потужних шаруватих відкладень.
Північна залишкова шапка Марса в даний час набагато більша (близько 1000 км в поперечнику) свого південного аналога (близько 300 км), оскільки південна півкуля в літній період знаходиться в перигелії, тобто помітно ближче до Сонця.
Полярні шапки Марса складаються з двох шарів. Нижній, основний шар, з товщиною, оцінюваною в сотні метрів, утворений звичайним водяним льодом, змішаним із пилом, який зберігається і в літній період. Це постійні шапки. Спостережувані сезонні зміни полярних шапок відбуваються за рахунок верхнього шару товщиною менше 1 метра, що складається з твердої вуглекислоти, так званого «сухого льоду». Площа, яка покривається цим шаром, швидко росте в зимовий період, досягаючи паралелі 50 градусів, а іноді переходячи цю межу. Навесні з підвищенням температури цей шар випаровується і залишається тільки стала шапка.

## Вивчення
Інфрачервоне картування поверхні Марса показало, що в літній період температура північної полярної шапки не опускається нижче −70°С. Це виключає можливість стійкого існування (в цей період року) на шапках льоду CO2. Приблизні оцінки дають швидкість відкладень порядку 0.1 міліметра на рік. Значить, 10-метровий шар накопичується за 100 000 років — це збігається з оцінками циклічності марсіанського клімату, пов'язаних з прецесією осі обертання планети. Для заміру обсягу льоду дослідники використовували виготовлений спільно NASA і Італійським космічним агентством радар, який встановлено на європейській автоматичній станції Марс-експрес. Товщина льоду сягає 3,7 км.
Форма полярної шапки показує, що вона складається головним чином з водяного льоду. Обсяг її — 1.2 млн км³, а середня товщина — 1.03 км. За площею шапка в 1.5 рази більше штату Техас. За обсягом вона вдвічі менша льодового покриву Гренландії і становить тільки 4% від обсягу льоду Антарктиди. Згідно з попередніми оцінками, поклади льоду там за обсягом приблизно такі ж, як і на Південному полюсі Марса.